# 福山市立幕山小学校
福山市立幕山小学校（ふくやましりつ まくやましょうがっこう）は、広島県福山市幕山台に存在する小学校である。2008年に創立30周年を迎えた。

## 沿革

### 分離独立以前
- 1975年（昭和50年）4月 - 福山市立坪生小学校の移転と同時に、それ以前まで福山市立伊勢丘小学校の通学区域であった大門団地と幕山団地を福山市立坪生小学校の通学区域に編入合併[2][3]。

### 分離独立以後
- 1979年（昭和54年）4月 - 福山市立幕山小学校が、福山市立坪生小学校と福山市立大津野小学校の児童増加対策として現在地に分離独立[2][4]。設立当時の所在地表示は、広島県福山市伊勢丘八丁目554番地。
- 1979年（昭和54年）6月 - 福山市立幕山小学校の校章を制定。
- 1979年（昭和54年）8月 - 同校のプールが完成。
- 1979年（昭和54年）11月 - 同校の校旗を制定。
- 1980年（昭和55年）2月 - 同校の校歌を制定。
- 1980年（昭和55年）3月 - 同校のプレハブ教室4室を設置。
- 1981年（昭和56年）2月 - 同校第一期校舎増築。北校舎と南校舎へ普通教室計7室と図工室・家庭科室・視聴覚室を設置。
- 1981年（昭和56年）4月 - 同校のプレハブ教室1室を設置。
- 1982年（昭和57年）3月 - 同校第二期校舎増築。北校舎へ普通教室計8室と資料室計4室を設置。
- 1983年（昭和58年）2月 - 同校校舎完成記念PTA事業としてスタディーパークを設立。
- 1983年（昭和58年）8月 - 同校PTA事業として、飼育小屋を建設。
- 1984年（昭和59年）4月 - 同校のプレハブ教室3室を設置。
- 1985年（昭和60年）3月 - 同校PTA事業として校門を建設。
- 1985年（昭和60年）4月 - 同校のプレハブ教室1室を設置。
- 1986年（昭和61年）3月 - 同校PTA事業として校門の扉を建設。
- 1986年（昭和61年）4月 - 同校のプレハブ教室1室を設置。
- 1988年（昭和63年）3月 - 同校のプレハブ教室1室を設置。
- 1988年（昭和63年）4月 - 同校のプレハブ教室1室を設置。
- 1988年（昭和63年）5月 - 同校の通学路となっている同校前の道路を拡張工事。
- 1989年（平成元年）4月 - 同校の児童増加対策として福山市立大谷台小学校が分離独立。
- 1991年（平成3年）7月 - 同校に旗掲揚台を設置。
- 1991年（平成3年）8月 - 全日本バレーボール小学生大会に出場。
- 1992年（平成4年）8月 - この年にも全日本バレーボール小学生大会に出場。同大会では男子が準優勝。
- 1993年（平成5年）11月 - 住居表示変更を実施。広島県福山市幕山台二丁目17番1号に改正。
- 1994年（平成6年）12月 - 同校学区から電気窯を寄贈。

## 校歌
作詞者は縄稚彊、作曲者は三好啓士である。

## 学区

### 通学区域
特別な事情がない限り、以下の地域の児童全員が同校に通学することとなっている。
| - 幕山台一丁目の一部 - 幕山台二丁目の全域 - 幕山台三丁目の全域 | - 幕山台四丁目の全域 - 幕山台六丁目の全域 - 幕山台七丁目の全域 | - 幕山台八丁目の一部 - 伊勢丘七丁目の一部 |

### 中学校
特別な事情がなき児童全員の進学先を学校別に列挙する。
| - 福山市立鳳中学校 - 幕山台一丁目の一部 - 幕山台二丁目の全域 - 幕山台三丁目の全域 - 幕山台四丁目の全域 - 幕山台六丁目の全域 - 伊勢丘七丁目の一部 | - 福山市立東朋中学校 - 幕山台一丁目の一部 - 幕山台七丁目の全域 - 幕山台八丁目の一部 |

## 学区の地理

### 地理歴史
1962年、福山市東部に日本鋼管 (NKK) 福山製鉄所（現・JFEスチール西日本製鉄所）が設立される。それに伴い山地を切り開いての宅地造成が行われ、学区が形成された。学区内世帯の多くがNKKおよびその関連会社に従事し、また日本各地からの転住者が多い。

### 教育機関
| - 幼稚園 - 福山市立幕山幼稚園 - 愛幼稚舎 | - 中学校 - 福山市立東朋中学校 | - 高等学校 - 広島県立大門高等学校 |

## アクセス

### 鉄道
- JR西日本山陽本線における最寄駅は、大門駅である。
  - 所在地は、広島県福山市大門町大字大門である。
  - 大門駅から同校への所要時間は、自動車で10分程度である。
- 井原鉄道における最寄駅は、御領駅である。
  - 所在地は、広島県福山市神辺町大字下御領である。
  - 御領駅から同校への所要時間は、自動車で20分程度である。

### 路線バス
- 福山駅方面へ運行されるバスの最寄バス停は、中国バス幕山団地下である。
  - 所在地は、同校から徒歩で10分程度の福山市道である。
  - JR西日本山陽本線福山駅から、幕山団地下までの所要時間は25分程度である。
- 大門駅方面へ運行されるバスの最寄バス停は、中国バス大門高校前である。
  - 所在地は、同校から徒歩で5分程度の福山市道である。
  - JR西日本山陽本線大門駅から、大門高校前までの所要時間は10分程度である。

## 著名な出身者
- 村上祐基 - 元プロ野球選手